# Distretto di Bhopal
Il distretto di Bhopal è un distretto del Madhya Pradesh, in India, di 1 836 784 abitanti. È situato nella divisione di Bhopal e il suo capoluogo è Bhopal.